# Аденил циклаза
Аденил циклаза (такође позната као аденилат циклаза, скраћено АЦ) је ензим са кључним регулаторним улогама у суштински свим ћелијама. То је најполифилетичнији познати ензим: описано је шест различитих класа, од којих све катализују исту реакцију, али представљају неповезане породице гена без познате секвенце или структурне хомологије.
Најпознатија класа аденил циклаза је класа III или AC-III (за класе се користе римски бројеви). AC-III се широко јавља код еукариота и има важну улогу у многим људским ткивима. Део је cAMP зависног пута.
Све класе аденил циклазе катализују конверзију аденозин трифосфата (АТП) у 3',5'-циклични АМП (цАМП) и пирофосфат. Јони магнезијума су генерално потребни и чини се да су блиско укључени у ензимски механизам. цАМП који производи АЦ затим служи као регулаторни сигнал преко специфичних цАМП-везујућих протеина, било транскрипционих фактора, ензима (нпр. цАМП зависне киназе) или јонских транспортера.

## Структура
Већина аденил циклаза класе III су трансмембрански протеини са 12 трансмембранских сегмената. Протеин је организован са 6 трансмембранских сегмената, затим цитоплазматским доменом Ц1, затим још 6 мембранских сегмената, а затим другим цитоплазматским доменом који се зове Ц2. Важни делови за функцију су Н-терминус и Ц1 и Ц2 региони. Поддомени Ц1а и Ц2а су хомологни и формирају интрамолекуларни 'димер' који формира активно место. Код Mycobacterium tuberculosis и многих других бактеријских случајева, АЦ-III полипептид је само упола краћи, обухвата један 6-трансмембрански домен праћен цитоплазматским доменом, али два од њих формирају функционални хомодимер који подсећа на архитектуру сисара са два активна места. Код неживотињских АЦ класе III, каталитички цитоплазматски домен се види повезан са другим (не нужно трансмембранским) доменима.

### Функција
Аденил циклаза је укључена у формирање меморије, функционишући као детектор случајности.

## Реакција
Аденил циклаза катализује АТП конверзију у 3',5'-циклични АМП (цАМП) и пирофосфат. цАМП (циклични аденозин монофосфат) је важан молекул у еукариотској трансдукцији сигнала. Он је такозвани секундарни гласник. Аденилат циклаза може бити активиран или инхибиран Г протеинима, који су спрегнути са мембранским рецепторима и тако може да произведе одговор на хормонске и друге стимулусе. Након активације аденилат циклазе, резултујући цАМП делује као секундарни гласник интерагујући са и регулишући друге протеине, попут протеин киназе А и циклични нуклеотид контролисаних јонских канала.

## Типови
Код сисара постоји 10 типова:
- ADCY1
- ADCY2
- ADCY3
- ADCY4
- ADCY5
- ADCY6
- ADCY7
- ADCY8
- ADCY9
- ADCY10

Они се такође понекад називају једноставно АЦ1, АЦ2, итд., и, помало збуњујуће, понекад се користе римски бројеви за ове изоформе које све припадају укупној АЦ класи III. Они се углавном разликују по томе како су регулисани и различито су изражени у различитим ткивима током развоја сисара.